# ACCS Asnières Villeneuve 92
L'ACCS Asnières Villeneuve 92, nota semplicemente come ACCS, è una squadra francese di calcio a 5 che rappresenta le città di Villeneuve-la-Garenne e Asnières-sur-Seine, nel dipartimento della Hauts-de-Seine.

## Storia
La Association citoyenne, culturelle, éducative et sportive (ACCES) fu fondata nel 2008 a Villeneuve-la-Garenne con finalità sociali ed educative prima ancora che sportive. La sezione di calcio a 5 venne istituita da Mehdi Soufiane e Rachid Asila per avviare i bambini alla disciplina e solamente nel 2014 si dotò di una prima squadra. In breve tempo, l'Accès scalò la piramide calcettistica francese, diventando inoltre la prima squadra della terza serie capace di vincere la Coppa di Francia, fino a debuttare nella stagione 2018-19 nella Division 1. L'estate seguente la società si fuse con il Paris Métropole adeguando la denominazione in "ACCS FC Paris VA 92". Questo cambio di identità si rivelerà, tuttavia, effimero poiché, già dalla stagione seguente, la società viene rinominata "ACCS Asnières Villeneuve 92".

## Palmarès
- Coppa di Francia: 1

2016-17
- Campionato francese: 1

2020-21